# Izabela Kozłowska
Izabela Kozłowska-Plaza (ur. 23 grudnia 1947 w Świętochłowicach, zm. 21 listopada 2016 w Gliwicach) – polska aktorka niezawodowa.

## Życiorys
W 1972 roku ukończyła studia na Wydziale Elektrycznym Politechniki Śląskiej w Gliwicach. Podczas studiów należała do Studenckiego Teatru Gliwickiego. W latach późniejszych pracowała w zawodzie elektryka.
Jej kariera aktorska przypadła na lata 1969–1972. Jej najbardziej znaną rolą była kreacja sanitariuszki w filmie Sól ziemi czarnej w reżyserii Kazimierza Kutza (1969).

## Filmografia
- Sól ziemi czarnej (1969)
- 150 na godzinę (1971)
- Uciec jak najbliżej (1972)
- Siedem czerwonych róż, czyli Benek Kwiaciarz o sobie i o innych (1972)
- Anatomia miłości (1972)